# Piano de Siena
El piano de Siena, també anomenat el piano immortal o l'arpa del rei David, és un piano construït a principis del segle xix que es va fer famós a la dècada de 1950 pel seu so notable i la seva història inusual. El seu timbre és similar al del piano i el clavicèmbal. La llegenda diu que va ser parcialment construït amb fusta dels pilars del Temple de Salomó, pel seu excel·lent so i per ser el descendent espiritual de l'arpa de David. La majoria dels crítics diuen que és el millor per interpretar Mozart, Scarlatti i Debussy.

## Història
El 1799, Sebastian Marchisio, fabricant de clavicèmbals establert a Torí, Itàlia, va començar a construir el piano, però va morir abans d'acabar-lo.
La seva família va completar la primera construcció i posteriorment el van regalar a la neta de Marchisio com a regal de casament. Diverses modificacions més tard es van mostrar a l'Exposició Universal de París de 1867. Va ser donat llavors com a regal de noces per la ciutat de Siena al futur rei Humbert I, després del qual va caure en possessió nazi.
Després de la derrota dels alemanys pels britànics a la batalla d'El Alamein, el 1942, els britànics van trobar el piano, tot arrebossat, en un desert del nord d'Àfrica. Després va ser utilitzat per alguns artistes britànics que van recórrer campaments i van cantar per als ferits. Va trobar casa en un taller de piano a Tel-Aviv que pertanyia a Avner Carmi Yanowsky a través d’un comerciant israelià.
Carmi va renovar el piano i el va provar amb diversos músics de renom de gira per Israel. La pianista Pnina Salzman va oferir el primer recital públic amb el piano de Siena a Israel, un concert organitzat sota el patrocini del primer ministre David Ben-Gurion, el dia de la Declaració d’independència d’Israel. Aleshores, el piano va recórrer Europa fins trobar el camí cap als Estats Units, on es va exposar al Steinway Hall i es va utilitzar per a enregistraments. Durant aquest temps, el piano es va reparar àmpliament una vegada i una altra, deixant pas a l'antiga caixa de ressonància esmicolada a causa de la seva edat. Durant aquest temps, Sohmer Piano Company també va decidir ajudar Carmi amb les reparacions durant més d’un any. Maria Josep de Bèlgica, després d'escoltar el piano, va donar el seu patrocini perquè el piano es toqués en un concert per a l'Any Internacional del Nen de les Nacions Unides a Jerusalem.
Carmi i la seva dona van escriure un llibre sobre el piano titulat The Immortal Piano. La seva filla finalment el va vendre l'any 1996 a un col·leccionista privat per un milió de dòlars. El propietari més recent, que vivia a la ciutat de Cesarea, va posar a subhasta l’instrument el 2020.

### De les notes de Gregor Benko
Avner Carmi, de fet, havia assolit un estat gairebé llegendari entre els tècnics i afinadors de piano de la zona de Nova York; això va ser tant per les seves increïbles habilitats en la restauració i afinació de pianos, com pels contes i llegendes que explicava. El cor de Carmi era a Israel, però es trobava a la ciutat de Nova York. En aquell moment, al West 23rd Street de Manhattan, hi havia una enorme botiga de pianos usats anomenada Brodwin Pianos. Durant un temps Carmi va viure a l'Hotel Chelsea, al carrer de la botiga de pianos. Va comprar el piano vertical molt tallat i ornamentat al gerent de la botiga, el gendre del propietari Harry Brodwin, Hy Myerson, en algun moment dels anys quaranta. Myerson no va fer cap reclamació sobre Siena, Liszt o qualsevol altra cosa. Era un piano antic molt tallat, d’estil italià, i venia pianos vells tot el dia, cada dia. Els antics pianos verticals tallats de manera extravagant amb decoracions anacròniques no són tan estranys; recentment, el piano "Neo-Zapotec" es va exposar a Los Angeles.
En secret, Carmi va restaurar el piano, alterant-ne el so, però sense permetre a ningú mirar a dins. No se sabia com va aconseguir el seu timbre inusual, descrit per Harold Schonberg en una revisió del 1955 com "...twangy, una cosa com un clavicèmbal amb pulmons profunds que poden mantenir un to...". Els detalls específics del seu elaborat canvi podrien ser encara més absurds, quan Carmi exaltava les seves virtuts en persona. Per a la premsa escrita, per exemple, explicaria les "llegendes" que existien sobre el piano, afirmant que es coneixia com "La arpa de Re Davide (Arpa del rei David)", però en persona podia ser molt menys continent, confiant que a la caixa de ressonància del piano hi havia incrustat un tros de fusta que era, miraculosament, un fragment real d'un pilar que formava part del temple del rei Salomó. A un tècnic de piano li va afirmar a més que el fragment de fusta havia format originalment part de la caixa de ressonància de l'arpa del rei David. L'engany de Carmi es recolzava fortament en una gruixuda capa de falsa tradició jueva, recoberta d'una obsessió gairebé catòlica per les relíquies, potser similar a les històries de fragments de la veritable creu. Va començar a promocionar la seva falsa saga, convencent a diversos pianistes perquè s'impliquéssin. El 1955 Charles Rosen havia fet un disc de Mozart i Scarlatti amb el piano de Siena i es van publicar altres LPs amb les pianistes Grace Castagnetta, Kathryn Deguire, Anatole Kitain i Marisa Regules. Ivan Davis va gravar una selecció amb el piano cap al 1960.

## Descripció
El piano Siena és un piano vertical amb pedals dobles, les talles de fusta són característiques de la Itàlia de principis del segle xix. Els tocs finals i les decoracions del piano els va posar el besnet de Sebastian Marchisio, un dels artesans més famosos d'Itàlia en aquella època, Nicomedo Ferri i cosí. Van gravar amorets rient, ballant i tocant i altres dissenys com arpes, pipes, cares i lleons. També retrats de Händel, Mozart, Aretino, Cherubini i Gluck. La cara frontal del cos inferior té un plafó de baix relleu decorat amb arabescos amb una gran corona de llorer enmig de la qual hi ha una arpa de David envoltada de dos grifons. A la tapa, els creadors del piano estan escrits en italià: Fratelli Marchisio, Turino i Bartalozzi e Ferri, Siena.
Lazare Lévy va dir sobre el piano després de fer un recital amb ell: "Aquest és el piano més sorprenent que he trobat. Les obres de Couperin i Scarlatti sonen com si haguessin estat escrites especialment per al piano de Siena. I tocar Bach i Mozart és molt més interessant que qualsevol altre piano en què he tocat mai...". El director i presentador de ràdio nord-americà David Randolph va coincidir en dir que el piano sona de clavicèmbal de vegades i altres de llaüt, arpa o guitarra. El compositor brasiler Heitor Villa-Lobos va dir "m'encanta el piano immortal, el seu so i la seva història per igual". Artur Schnabel va dir que aquesta és la història d'un "pianer extraordinari, simplement enamorant-se del piano del rei".

## Enregistraments
- The Siena Pianoforte, 1955, sis sonates per Scarlatti i dues sonates per Mozart interpretades Charles Rosen, discogràfica Counterpoint/ Esoteric, Everest Records Production, CPT 3000/ 53000 (1958), Boston Skyline BSD 131 (1995).[17]
- Bach on the Siena Pianoforte, 1956, cinc composicions per Bach incloent la Chaconne transcrita per Busoni, interpretade per Anatole Kitain, discogràfica Counterpoint/ Esoteric, Everest Records Production, CPT 53001.
- A Recital of Spanish music on the Siena pianoforte, 1955, composicions per Albéniz, Mompou, Turina and Villa-Lobos per Marisa Regules, discogràfica Counterpoint/ Esoteric, Everest Records Production, CPT 53002.[18]
- The Siena Pianoforte, sonates de Mozart i varions d'un tema de Gluck per Kathryn Deguire, Counterpoint/ Esoteric discogràfica, Everest Records Production, CPT 53004.
- Christmas on the Siena Pianoforte, 1965, 19 cançons nadalencas incloent The Holly and the Ivy i Adeste Fideles interpretades per Grace Castagnella, discogràfica Counterpoint / Esoteric, Everest Records Production, CPT 53005.[19]